# Safir

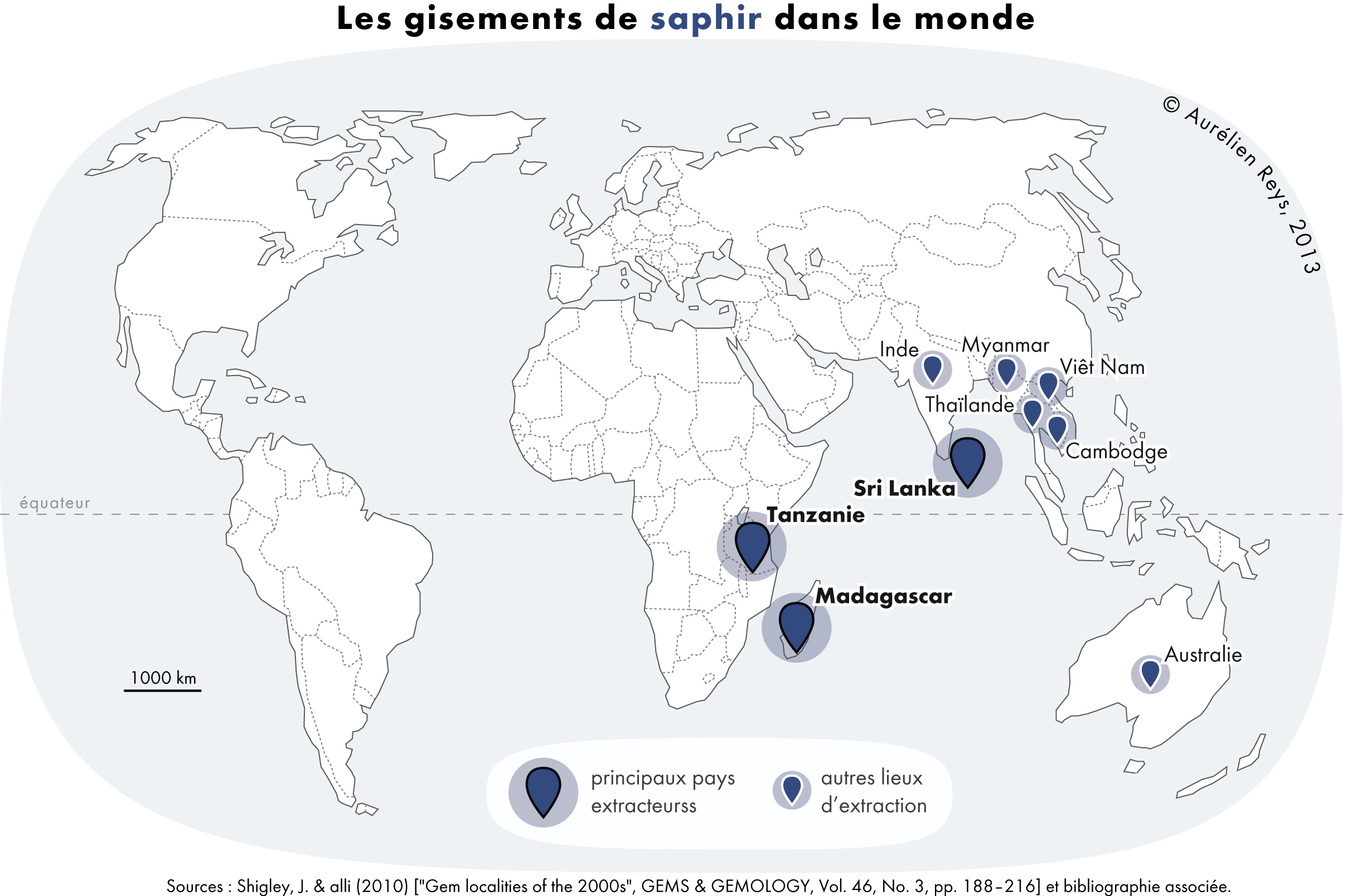
De viktigaste safirproducerande länderna

Safir (av grekiska σάπφειρος, sappheiros: "blå sten") är en ädelsten och varietet av mineralet korund som består av aluminiumoxid (Al2O3). Korund kan innehålla spår av andra metaller än aluminium – såsom järn, titan, krom, koppar eller magnesium[källa behövs] – vilket ger mineralet en blå, gul, violett, orange respektive grönaktig färg. Safirer kan ha alla dessa färger, men vanligast är blå. Spår av krom kan i sin tur ge korund en rosa eller röd färgskiftning, och då kallas mineralet i stället för rubin.

## Typer av safirer
Stjärnsafirer är mestadels mjölkiga, cabochon-slipade safirer av gråblå färg som visar en ljusstjärna (asterism) med vanligtvis sex strålar som tydligt framträder i koncentrerat sol- eller lampljus.

## Förekomst
Korund och sålunda även safirer förekommer i marmor, basalt och pegmatit, och de viktigaste fyndplatserna är bland andra Myanmar, Australien, Sri Lanka, Thailand, Brasilien, Kambodja, Kenya och Malawi.

## Namnhistorik
Benämningen "safir" har tidigare använts även för andra stenar än korund, till exempel lapis lazuli. Senare kallade man bara den blå varianten av korund för "safir" och gav korunder i andra färger mer eller mindre exotiska namn, som till exempel "orientalisk peridot". Idag kallas alla korunder oavsett färg för safirer, med undantag av röd korund som kallas rubin. Om man omnämner en safir utan att ange dess kulör så avses den blå safiren. Den mest värdefulla färgvarianten av safir är blåklintsblå, som får sin färg av en blandning av järn och titan.

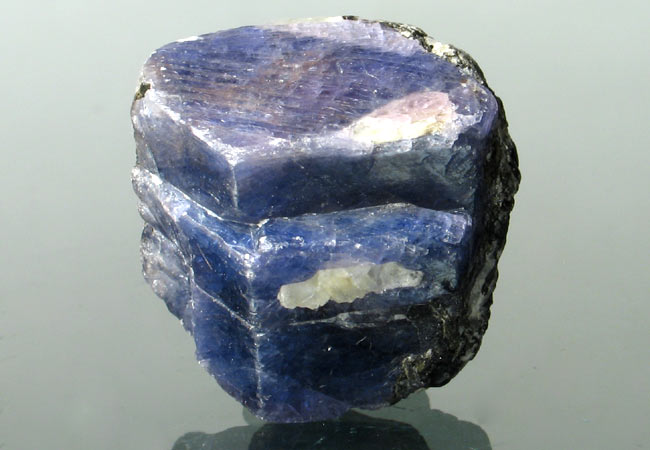
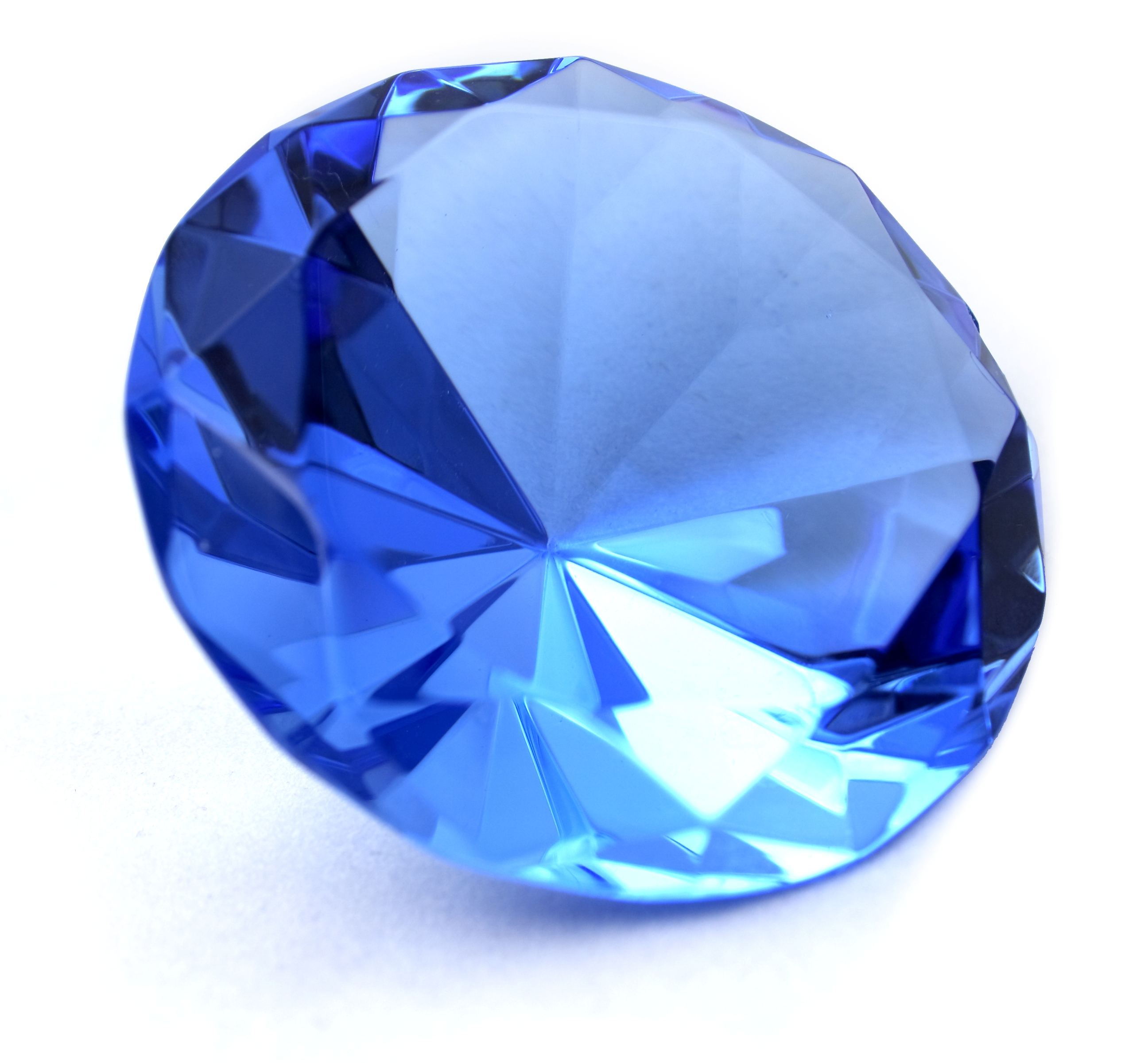
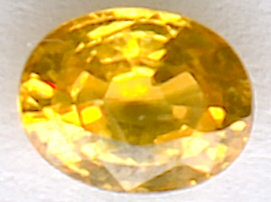
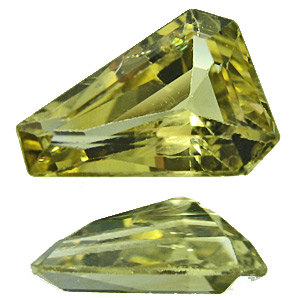
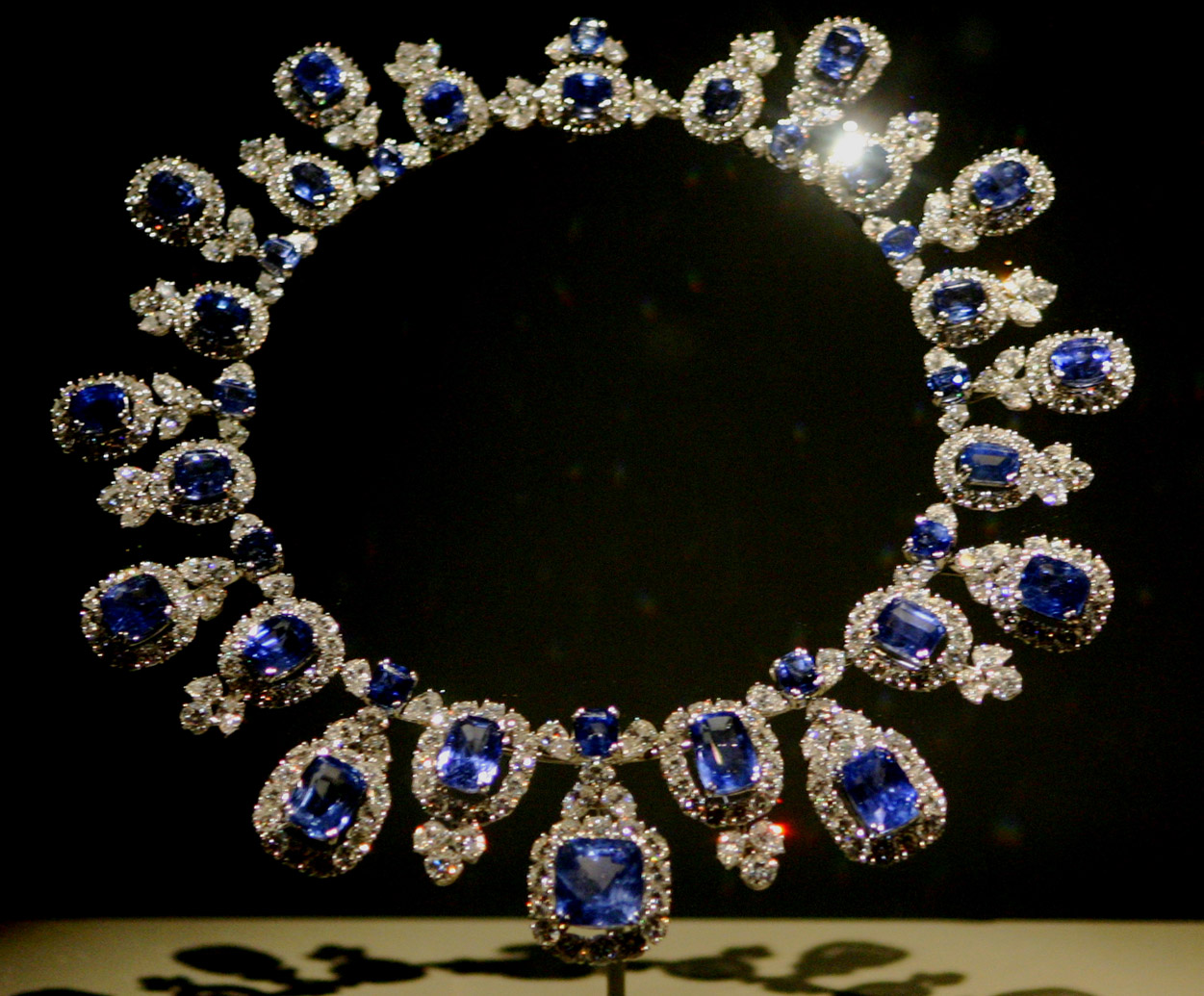
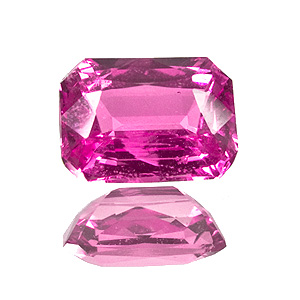
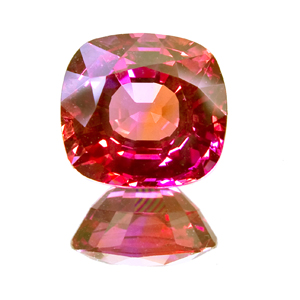
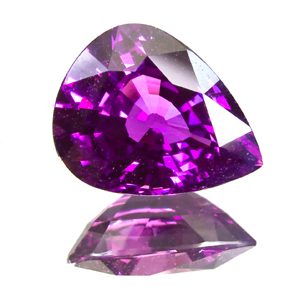
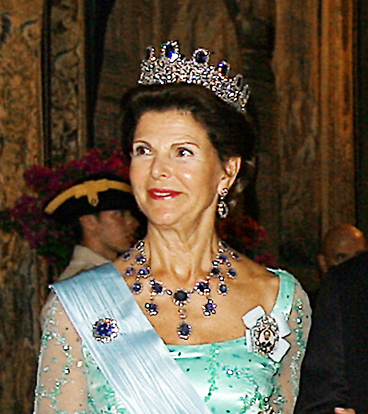
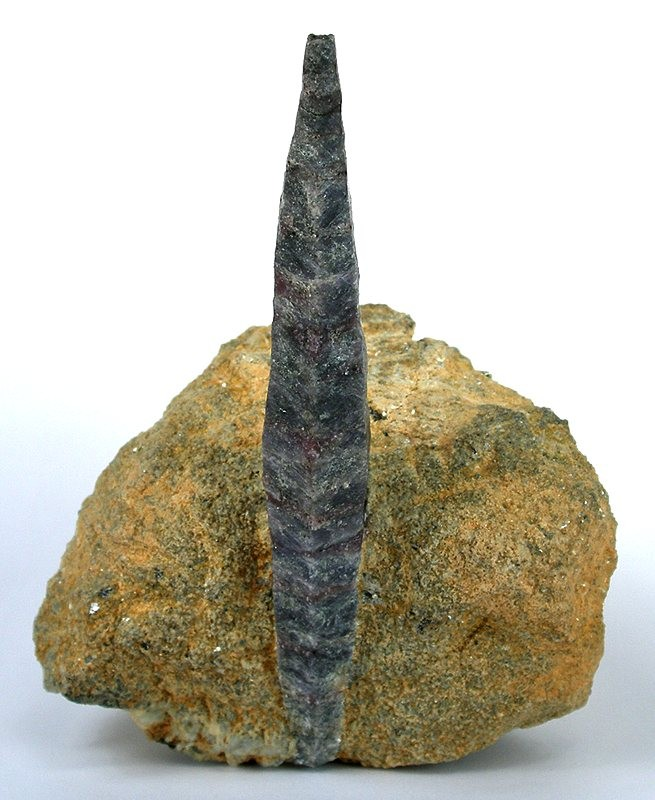
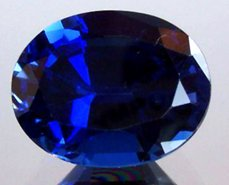
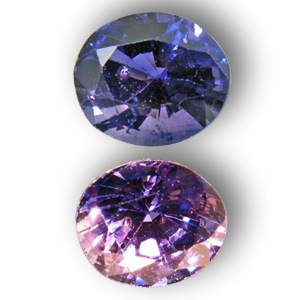
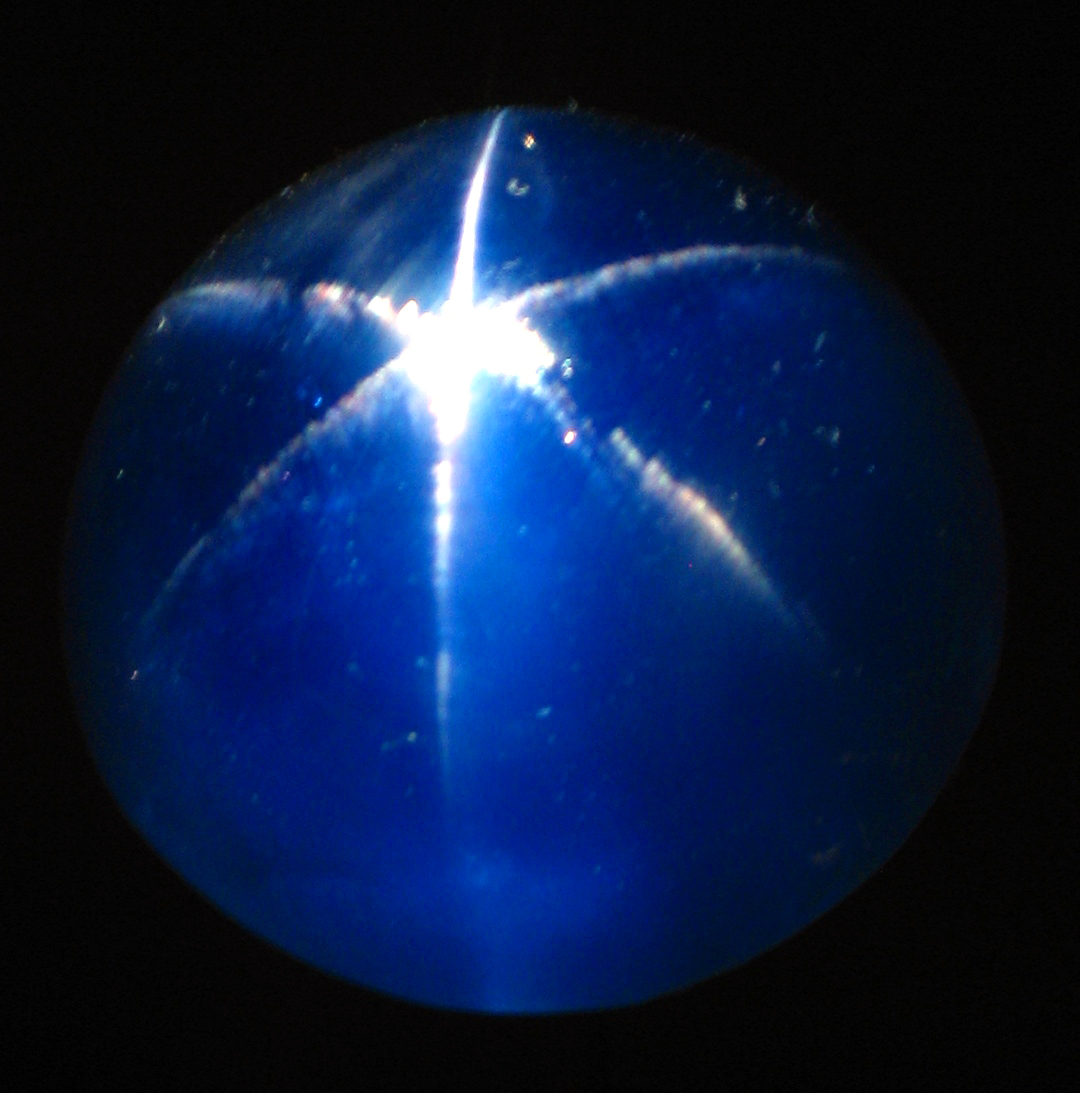
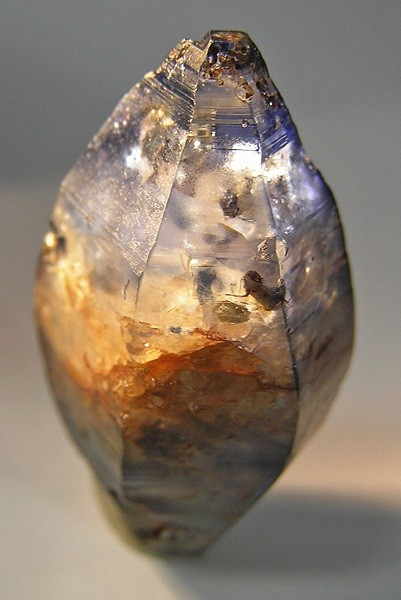